# Siikakoski (Vuohijärvi)
Siikakoski est un rapide du fleuve Kymijoki situé à Kouvola en Finlande. 

## Description
Siikakoski est situé sur la voie navigable de Mäntyharju entre les lacs Vuohijärvi et Suolajärvi.
Le dénivelé du rapide est de 3,5 mètres.
En 1826, une scierie a été construite sur le Siikakoski, située à la frontière des municipalités de Valkeala et de Jaala.
Plus tard, deux moulins ont également été construits dans la zone et en 1917 une petite centrale électrique.
La centrale électrique actuelle fonctionne depuis le début des années 1960. 
Siikakoski a été cédé à KSS Energia en 1976, lorsque la centrale électrique a été connectée au réseau de la compagnie d'énergie. 
Les plans d'eau où se trouvent les centrales électriques ont été endigués dans les années 1920 et 1950. 
La machinerie a été construite dans les années 1960 et a été entièrement rénovée en 2018-2019.
La centrale électrique de Siikakoski actuelle produit 1,800 MW,,.